# Jobst van Moravië
Jobst van Moravië (?, 1351 - Brünn, 18 januari 1411) was een lid van het huis Luxemburg. Hij was de oudste zoon van Jan Hendrik van Luxemburg, graaf van Tirol en markgraaf van Moravië, een jongere broer van keizer Karel IV.
Hij werd in 1375 de opvolger van zijn vader als markgraaf tot zijn dood in 1411. Ook was hij van 1388 tot 1411 keurvorst van Brandenburg en hertog 'bij verpanding' van Luxemburg.
Koning Wenceslaus II verpandde op 26 februari 1388 het hertogdom Luxemburg aan Jobst. Jobst werd toen regent van de erfelijke hertog Wenceslaus, maar ging zich gewoon hertog noemen. Daarom is er vanaf die dag tot 23 november 1457 sprake van twee hertogen van Luxemburg, de erfelijke hertog (duc héréditaire) en de hertog ‘bij verpanding’ (duc par engagère). Na zijn dood werd Jobst opgevolgd door opnieuw Wenceslaus II, die probeerde zijn functie van regerend hertog terug te krijgen.
In 1410 werd Jobst ook nog Duits koning, omdat hij samen met Sigismund van Luxemburg genomineerd was voor de Duitse keizerskroon. Hij overleed echter al in 1411, waardoor Sigismund keizer van het Heilige Roomse Rijk werd.
Jobst was in 1372 gehuwd met Elisabeth (1360-1374), de nog zeer jonge dochter van Władysław II van Opole, maar zij overleed al kort nadien; ze hadden geen kinderen. Ook zijn tweede huwelijk met Agnes (-1411), dochter van Bolesław II van Opole en tante van zijn eerste vrouw, bleef kinderloos.

## Voorouders
| Voorouders van Jobst van Moravië | Voorouders van Jobst van Moravië                                           | Voorouders van Jobst van Moravië                                           | Voorouders van Jobst van Moravië                                                      | Voorouders van Jobst van Moravië                                                      | Voorouders van Jobst van Moravië                                           | Voorouders van Jobst van Moravië                                           | Voorouders van Jobst van Moravië                                           | Voorouders van Jobst van Moravië                                           |
| -------------------------------- | -------------------------------------------------------------------------- | -------------------------------------------------------------------------- | ------------------------------------------------------------------------------------- | ------------------------------------------------------------------------------------- | -------------------------------------------------------------------------- | -------------------------------------------------------------------------- | -------------------------------------------------------------------------- | -------------------------------------------------------------------------- |
| Overgrootouders                  | Keizer Hendrik VII (1275-1313) ∞ 1260 Margaretha van Brabant (1276-1311)   | Keizer Hendrik VII (1275-1313) ∞ 1260 Margaretha van Brabant (1276-1311)   | Wenceslaus II van Bohemen (koning) (1271-1305) ∞ 1285 Judith van Habsburg (1271-1297) | Wenceslaus II van Bohemen (koning) (1271-1305) ∞ 1285 Judith van Habsburg (1271-1297) | Nicolaas I van Troppau (1255-1318) ∞ Adelheid van Habsburg (-1313)         | Nicolaas I van Troppau (1255-1318) ∞ Adelheid van Habsburg (-1313)         | Przemyslaw van Ratibor (1258/68-1306) ∞ Anna van Mazovië (1270-)           | Przemyslaw van Ratibor (1258/68-1306) ∞ Anna van Mazovië (1270-)           |
| Grootouders                      | Jan de Blinde (1296-1346) ∞ 1310 Elisabeth I van Bohemen (1292-1330)       | Jan de Blinde (1296-1346) ∞ 1310 Elisabeth I van Bohemen (1292-1330)       | Jan de Blinde (1296-1346) ∞ 1310 Elisabeth I van Bohemen (1292-1330)                  | Jan de Blinde (1296-1346) ∞ 1310 Elisabeth I van Bohemen (1292-1330)                  | Nicolaas II van Ratibor (1288-1365) ∞ 1285 Anna van Ratibor (-1340)        | Nicolaas II van Ratibor (1288-1365) ∞ 1285 Anna van Ratibor (-1340)        | Nicolaas II van Ratibor (1288-1365) ∞ 1285 Anna van Ratibor (-1340)        | Nicolaas II van Ratibor (1288-1365) ∞ 1285 Anna van Ratibor (-1340)        |
| Ouders                           | Jan Hendrik van Luxemburg (1322-1375) ∞ Margaretha van Troppau (1330-1363) | Jan Hendrik van Luxemburg (1322-1375) ∞ Margaretha van Troppau (1330-1363) | Jan Hendrik van Luxemburg (1322-1375) ∞ Margaretha van Troppau (1330-1363)            | Jan Hendrik van Luxemburg (1322-1375) ∞ Margaretha van Troppau (1330-1363)            | Jan Hendrik van Luxemburg (1322-1375) ∞ Margaretha van Troppau (1330-1363) | Jan Hendrik van Luxemburg (1322-1375) ∞ Margaretha van Troppau (1330-1363) | Jan Hendrik van Luxemburg (1322-1375) ∞ Margaretha van Troppau (1330-1363) | Jan Hendrik van Luxemburg (1322-1375) ∞ Margaretha van Troppau (1330-1363) |
| Jobst van Moravië (1351-1411)    |                                                                            |                                                                            |                                                                                       |                                                                                       |                                                                            |                                                                            |                                                                            |                                                                            |

vet = keizer · cursief = tegenkoning · 1 = medekoning (in een deelrijk) · 2 = afkomstig uit een andere dynastie